# マリャーン・メサーロシュ
マリャーン・メサーロシュ（スロバキア語: Marián Mesároš、1977年7月31日 - ）は、チェコスロバキア出身のスロバキアの男性アイスダンス選手。パートナーはズザナ・デュルコウスカー、ビビャーナ・ポリャチュコヴァー、ズザナ・バブシーコヴァー。
スロバキアフィギュアスケート選手権優勝（1995、1996、1998、1999、2000年）、世界フィギュアスケート選手権（2000、2001年）、ヨーロッパフィギュアスケート選手権（1996、1997、2000、2001年）スロバキア代表。

## 経歴
1977年、当時のチェコスロバキア・ブラチスラヴァ生まれ。1981年にスケートを始める。
1995-96年シーズンにズザナ・バブシーコヴァーと組みスロバキアフィギュアスケート選手権を制しヨーロッパフィギュアスケート選手権スロバキア代表となる。翌シーズンには新たにビビャーナ・ポリャチュコヴァーと組みスロバキア選手権で優勝、ヨーロッパ選手権に出場したがシーズン終了とともに再びカップルを解散した。
翌1997-98年シーズンからズザナ・デュルコウスカーとのカップルを結成し、2000-01年シーズンまでスロバキアの第一人者であり続けた。ISUグランプリシリーズ出場はなかったものの世界フィギュアスケート選手権やヨーロッパ選手権に出場した。

## 主な戦績
- 1997-2001年シーズンはズザナ・デュルコウスカーとのカップル
- 1996-1997年シーズンはビビャーナ・ポリャチュコヴァーとのカップル
- 1995-1996年シーズンはズザナ・バブシーコヴァーとのカップル

| 大会/年            | 1995-96 | 1996-97 | 1997-98 | 1998-99 | 1999-00 | 2000-01 |
| ------------------ | ------- | ------- | ------- | ------- | ------- | ------- |
| 世界選手権         |         |         |         |         | 28      | 34      |
| 欧州選手権         | 24      | 29      |         |         | 20      | 24      |
| スロバキア選手権   | 1       | 1       | 2       | 1       | 1       | 1       |
| フィンランディア杯 |         |         |         |         |         | 8       |
| ゴールデンスピン   |         |         |         |         | 13      | 12      |
| ネーベルホルン杯   |         |         |         |         | 11      | 11      |
| シェーファー記念   |         |         |         | 7       | 8       |         |
| ネペラ記念         |         |         | 6       | 2       | 6       | 11      |
| ユニバーシアード   |         |         |         | 9       |         |         |
| 世界Jr.選手権      |         | 21      |         |         |         |         |